# Dwergdadelpalm
De dwergdadelpalm (Phoenix roebelenii) is een rechtopstaande, tot 2,5 m hoge palm. De stam is bedekt met oude bladvoeten. De bladeren zijn fijngeveerd, tot circa 1 m lang en boogvormig overhangend. De deelblaadjes zijn smal, toegespitst, en V-vormig gevouwen met omhoog wijzende randen. De middennerf steekt uit aan de onderkant van de deelblaadjes.
De bloeiwijze is tussen de bladeren geplaatst en bestaat uit meerdere, kleine, geelachtige bloemetjes. De vruchten zijn rijp zwart, elliptisch, tot 12 mm lang, en weinig vlezig. In tegenstelling tot de vruchten van de echte dadelpalm (Phoenix dactylifera) zijn ze niet eetbaar.
De dwergdadelpalm komt van nature voor in Indochina. Hij wordt wereldwijd gekweekt als sierplant. In Europa wordt hij ook als kamerplant verkocht.